# Jezioro Krzywe północne
Jezioro Krzywe (także Krzywin) – jezioro na Pojezierzu Dobiegniewskim, położone w województwie zachodniopomorskim, w powiecie choszczeńskim, w gminie Bierzwnik o powierzchni 4,0 ha.
Zbiornik znajduje się w zlewni Mierzęckiej Strugi.
Na zachodnim brzegu jeziora leży kolonia Krzywin.
Około 0,3 km na południe znajduje się jezioro o takiej samej nazwie tj. Jezioro Krzywe.